# Golonka (potrawa)

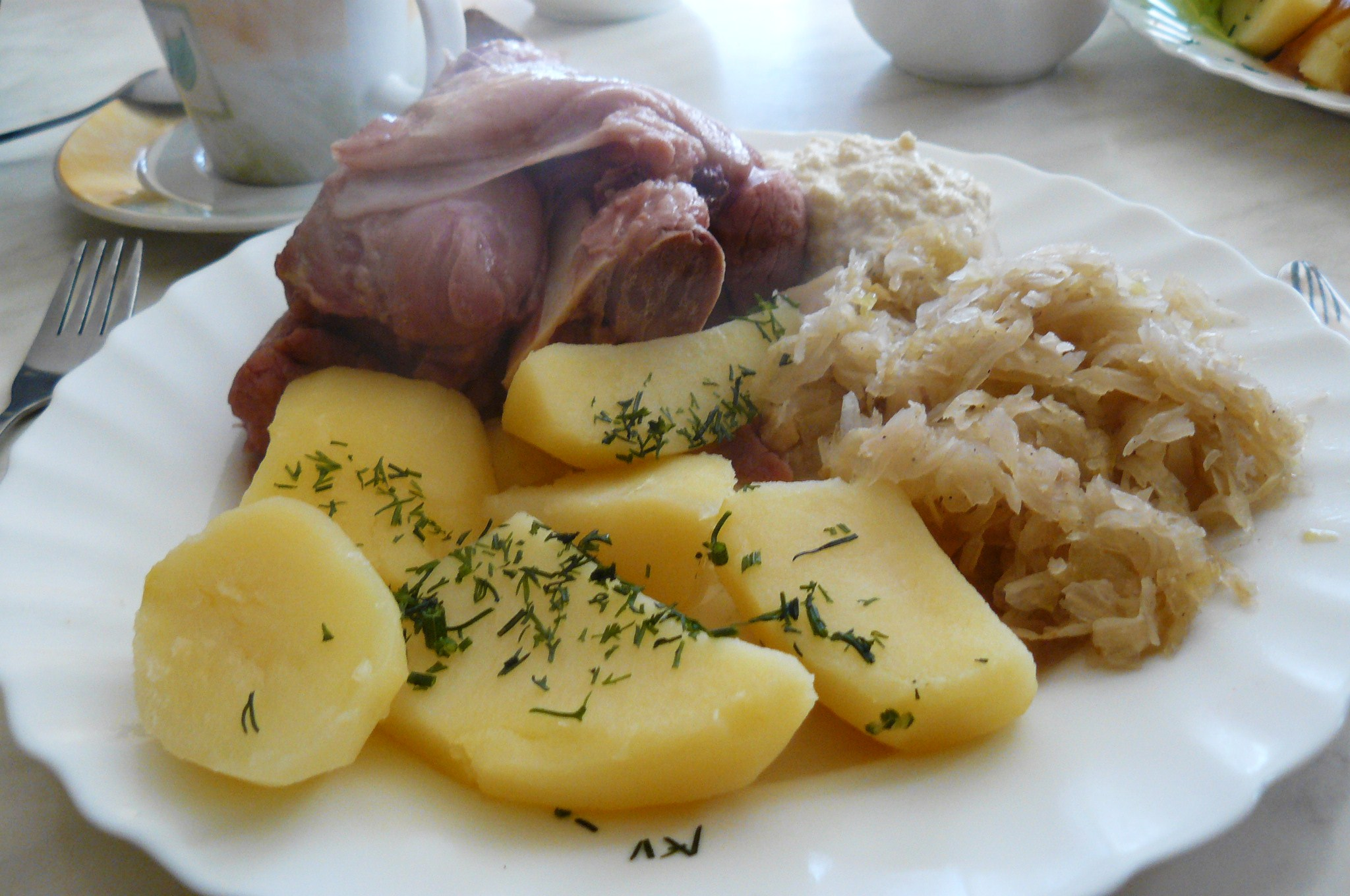
Golonka na kapuście kiszonej z kminkiem

Golonka – nazwa tradycyjnej polskiej potrawy z tuszy świni domowej. 
Do tradycyjnych posiłków należą golonki z kapustą i borowikami (prawdziwkami), a także z pieczonym boczkiem i świeżą papryką. W lokalach gastronomicznych dostępna jest również golonka z żurawiną i świeżym chrzanem, po węgiersku, bawarsku lub nadzieniem z zielonego  pieprzu. W Beskidach na golonce przyrządzić można kwaśnicę lub – w zależności od regionu – kapuśniak. 
W Beskidzie Śląskim i Żywieckim serwowana jest golonka duszona w piwie. Beskidzką golonkę zdaniem restauratorów wyróżnia większa zawartość pieprzu i ostrzejszy aromat. Smak golonki podkreślać mają pieczone ziemniaki i kiszona kapusta, zdarza się, że podawana jest z frytkami. Upieczoną golonkę można pozostawić aż do wystudzenia, pokrojoną na zimno podaje się jako wędlinę do chleba.

## Lista produktów tradycyjnych (Polska)
Potrawy z golonki na „Liście produktów tradycyjnych Ministerstwa Rolnictwa i Rozwoju Wsi” (wybór):
- Golonka faszerowana grzybami leśnymi z Rudki
- Golonka faszerowana z Ejszeryszek
- Golonka sądecka tradycyjna
- Golonka po pomorsku; Noga na ciepło lub Golonka na ciepło;. obok golonki po kaszubsku i kociewsku
- Golonka w słoju z Górna
- Golonka po wielkopolsku
- Golonka podkarpacka z Pilzna
- Golonko po beskidzku

### Produkty lokalne (Śląsk)
Dania główne
- Ciapkapusta z golonkiem (Piłka)
- Golonka z karmelizowaną cebulą i pieczywem (Koszwice)
- Pieczone golonko (Kochanowice)
- Golonko na piwie (Pławniowice)
- Golonko po bawarsku (Rachowice)